# Jávai moha
A jávai moha (Taxiphyllum barbieri) a lombosmohák törzsébe, a valódi lombosmohák osztályába, ezen belül a Hypnales rend Hypnaceae családjához tartozó  Taxiphyllum nemzetség faja. Régebben a Vesicularia nembe sorolták V. dubyana néven, és ez az elnevezés manapság is nagyon elterjedt.
Népszerű akváriumi dísznövény. Kövekhez, fakéreghez és egyéb tárgyakhoz kapcsolódva növekedik. Jelenleg a legelterjedtebb akváriumi mohafaj.

## Előfordulása
Délkelet-Ázsiában, Indiában, és a Fülöp-szigeteken honos. Mocsarakban, álló és lassú folyású vizekben elterjedt, és ellentétben sok más víz alatt tartott akváriumi mohával, amelyek a valóságban nem vízinövények, a jávai moha természetes élőhelyén is a víz alatt él.

## Megjelenése
A jávai moha élénkzöld színű és hosszú hajtásai vannak. A mellékhajtások egymástól nagy távolságra helyezkednek el, és általában rövidek. A milliméteres nagyságú levelek a hajtások két oldalán sorban találhatóak. Mikroszkóppal vizsgálva a levél hosszúkás, lándzsa alakú, enyhén fogazott szélű, a hegye rövid és széles. Hosszúkás sejtek alkotják. A levél alapján lévő "erek" jól láthatóak. A mohák nem tartalmaznak valódi szállító szövetet.
A jávai moha rhizoidokat fejleszt, amelyek segítségével megtelepszik a szilárd tárgyakon. Leírása óta még soha nem észlelték, hogy bármely akváriumban spóratokot növesztett volna.

## Az akváriumban
Ez a mohafaj nem igényes a víz pH-jára, keménységi fokára, és a hőmérsékletre sem, bár a 15 Celsius-fok alatti és 30 Celsius-fok feletti hőmérsékletet nem kedveli. Legjobban a 21-24 fok közötti hőmérsékleten nő. Nagyon jól viseli a gyenge megvilágítást, de az erős fény sem árt neki. Akár brakkvízbe is telepíthető.
Ha már megtelepedett, és jól érzi magát, akkor gyorsan nő. Ehhez az is kell, hogy a víz időnként cserélve legyen és ne nyomják el az algák. Az elhalt részei barnásak, valamint apró szemcsék folyamatosan fennakadnak sűrű szövedékében, ez a színét fakóvá, majd piszkosszürkévé és sötétbarnává teszi. Ezt elkerülendő olyan helyre kell telepíteni ahol megfelelő a víz áramlása viszont nem szívódik be a szűrőbe. Olykor kézzel is le lehet rázni róla a lerakódásokat. Az elpusztult hajtásokat, és a túl nagyra nőtt részeket egyszerűen le kell csipegetni. Ha szabadon nőhet, az egész akváriumot ellepi és veszélyt jelenthet a többi növényre is.
Kiválóan alkalmas az előtérbe való telepítésre, és hálóval mohafal is készíthető belőle. Hálókkal vagy drótokkal kövekhez, faágakhoz vagy egyéb tárgyakhoz erősíthető, és egy idő után rhizoidjaival megkapaszkodik bennük.
Különösen népszerű a halivadékot nevelő akvaristák körében. A jávai moha között a bébihalak nemcsak menedéket, hanem táplálékot is találnak, ugyanis sok mikroszkopikus élőlény található a növény hajtásai között.
A víz tisztításában is szerepe van, ugyanis gyors növekedése folytán sok nitrogént köt meg.
Néhány hal- és garnélafaj a jávai moha apró leveleit fogyasztja.